# Fred Neil (album)
Az 1966-os Fred Neil Fred Neil második nagylemeze. 1969-ben Everybody's Talkin' címen jelent meg új kiadása. Szerepel az 1001 lemez, amit hallanod kell, mielőtt meghalsz című könyvben.

## Az album dalai
|     | Cím                                         | Szerző(k) | Hossz |
| --- | ------------------------------------------- | --------- | ----- |
| 1.  | The Dolphins                                | Fred Neil | 4:06  |
| 2.  | I've Got a Secret (Didn't We Shake Sugaree) | Fred Neil | 4:40  |
| 3.  | That's the Bag I'm In                       | Fred Neil | 3:37  |
| 4.  | Badi-Da                                     | Fred Neil | 3:39  |
| 5.  | Faretheewell (Fred's Tune)                  | Fred Neil | 4:03  |
| 6.  | Everybody's Talkin'                         | Fred Neil | 2:45  |
| 7.  | Everything Happens                          | Fred Neil | 2:20  |
| 8.  | Sweet Cocaine                               | Fred Neil | 2:03  |
| 9.  | Green Rocky Road                            | Fred Neil | 3:40  |
| 10. | Cynicrustpetefredjohn Raga                  | Fred Neil | 8:16  |

## Közreműködők
- Fred Neil – akusztikus gitár, elektromos gitár, ének, csettintés
- Pete Childs – elektromos gitár, akusztikus gitár
- John T. Forsha – akusztikus gitár, tizenkéthúros gitár
- Cyrus Faryar – akusztikus gitár, buzuki
- Rusty Faryar – ujjcintányér
- Jimmy Bond – basszusgitár
- Billy Mundi – dobok, cintányér, tamburin
- Alan Wilson – szájharmonika